# آنجلا لاوسون
آنجلا لاوسون (انگلیسی: Angela Lawson؛ زادهٔ ۱۹ ژانویهٔ ۱۹۶۶) بازیکن بسکتبال، و سرمربی (بسکتبال) اهل ایالات متحده آمریکا است.